# Torneo masculino de fútbol de los Juegos Panamericanos de 2007
El fútbol masculino en los Juegos Panamericanos de Río 2007 se disputó entre el 15 y el 27 de julio de 2007. Participaron en el torneo las selecciones de Brasil como anfitrión, del área de la Concacaf clasificaron 6 países (2 de Norteamérica, 2 de Centroamérica y 2 de Las Antillas de América), y del área de la Conmebol clasificaron 6 países tras una eliminatoria dividida en dos grupos de 5 equipos, los primeros 3 de cada pentagonal, clasificó al torneo panamericano de fútbol.
El torneo se disputó en: Centro Deportivo Miécimo da Silva, Centro de Futebol Zico (CFZ), Estádio João Havelange,   Estadio de Maracaná.
Para esta edición del torneo, la Organización Deportiva Panamericana amplió el número de participantes de 8 a 12 y fijó el límite de edad en la categoría Sub-20. Sin embargo, la CONMEBOL, que representa a las naciones sudamericanas, sólo aceptó jugar con equipos Sub-17 (que clasificaron a través del Campeonato Sudamericano de Fútbol Sub-17 de 2007), ya que los equipos Sub-20 debían participar en el Mundial de Egipto. Como las selecciones del área de Conmebol jugarían con la Sub-17, se les permitió incorporar hasta tres jugadores mayores de edad. 
Estados Unidos aceptó jugar con su selección Sub-18. Finalmente, Perú declinó jugar porque su selección Sub-17 prefería jugar amistosos en Asia de preparación para el Mundial Sub-17 a disputarse en Corea del Sur, por lo que Bolivia ocupó su lugar.
En la final, Ecuador venció a Jamaica para ganar su primera medalla de oro.

## Equipos participantes
| Equipos participantes | Equipos participantes | Equipos participantes | Equipos participantes |
| --------------------- | --------------------- | --------------------- | --------------------- |
| Argentina             | Bolivia               | Brasil                | Colombia              |
| Costa Rica            | Ecuador               | Estados Unidos        | Haití                 |
| Honduras              | Jamaica               | México                | Venezuela             |

## Calendario y resultados

### Primera fase

#### Grupo A
| Equipo     | Pts | PJ | PG | PE | PP | GF | GC | DIF |
| ---------- | --- | -- | -- | -- | -- | -- | -- | --- |
| Ecuador    | 7   | 3  | 2  | 1  | 0  | 8  | 5  | +3  |
| Brasil     | 6   | 3  | 2  | 0  | 1  | 7  | 4  | +3  |
| Honduras   | 3   | 3  | 1  | 0  | 2  | 4  | 7  | -3  |
| Costa Rica | 1   | 3  | 0  | 1  | 2  | 2  | 6  | -3  |

#### Grupo B
| Equipo         | Pts | PJ | PG | PE | PP | GF | GC | DIF |
| -------------- | --- | -- | -- | -- | -- | -- | -- | --- |
| Bolivia        | 7   | 3  | 2  | 1  | 0  | 7  | 3  | +4  |
| México         | 7   | 3  | 2  | 1  | 0  | 5  | 1  | +4  |
| Estados Unidos | 3   | 3  | 1  | 0  | 2  | 4  | 7  | -3  |
| Venezuela      | 0   | 3  | 0  | 0  | 3  | 1  | 6  | -5  |

#### Grupo C
| Equipo    | Pts | PJ | PG | PE | PP | GF | GC | DIF |
| --------- | --- | -- | -- | -- | -- | -- | -- | --- |
| Jamaica   | 9   | 3  | 3  | 0  | 0  | 7  | 0  | +7  |
| Colombia  | 4   | 3  | 1  | 1  | 1  | 1  | 1  | 0   |
| Argentina | 2   | 3  | 0  | 2  | 1  | 1  | 3  | -2  |
| Haití     | 1   | 3  | 0  | 1  | 2  | 1  | 6  | -5  |

### Segunda fase
|  | Semifinales                 | Semifinales                 |   |                             | Final                       | Final |  |
|  |                             |                             |   |                             |                             |       |  |
|  |                             |                             |   |                             |                             |       |  |
|  | Río de Janeiro, 23 de julio |                             |   |                             |                             |       |  |
|  | Jamaica (p)                 | 0 (5)                       |   |                             |                             |       |  |
|  | México                      | 0 (4)                       |   |                             |                             |       |  |
|  |                             |                             |   |                             |                             |       |  |
|  |                             |                             |   |                             | Río de Janeiro, 26 de julio |       |  |
|  |                             |                             |   |                             | Jamaica                     | 1     |  |
|  |                             | Ecuador                     | 2 |                             |                             |       |  |
|  |                             |                             |   |                             |                             |       |  |
|  |                             |                             |   |                             |                             |       |  |
|  |                             |                             |   |                             | Tercer lugar                |       |  |
|  | Río de Janeiro, 23 de julio | Río de Janeiro, 23 de julio |   | Río de Janeiro, 25 de julio | Río de Janeiro, 25 de julio |       |  |
|  | Ecuador                     | 1                           |   | México                      | 1                           |       |  |
|  | Bolivia                     | 0                           |   |                             | Bolivia                     | 0     |  |

#### Semifinales
| 24 de julio de 2007 | Jamaica | 0:0 (5:4 pen.) | México | Estadio Maracanã, Río de Janeiro, Brasil |  |

| 24 de julio de 2007 | Bolivia | 0:1 | Ecuador | Estadio Maracanã, Río de Janeiro, Brasil |  |

#### Tercer lugar (Medalla de Bronce)
| 27 de julio de 2007 | México | 1:0 | Bolivia | Estadio Maracanã, Río de Janeiro, Brasil |  |

#### Primer lugar (Médalla de Oro)
| 27 de julio de 2007 | Jamaica | 1:2 | Ecuador | Estadio Maracanã, Río de Janeiro, Brasil |  |

| Ecuador                                          |
| Campeón Invicto Ecuador 1.er título Panamericano |

## Estadísticas
| Equipo | Equipo         | Pts | PJ | PG | PE | PP | GF | GC | Dif |
| ------ | -------------- | --- | -- | -- | -- | -- | -- | -- | --- |
| 1      | Ecuador        | 13  | 5  | 4  | 1  | 0  | 11 | 6  | +5  |
| 2      | Jamaica        | 10  | 5  | 3  | 1  | 1  | 8  | 2  | +6  |
| 3      | México         | 11  | 5  | 3  | 2  | 0  | 6  | 1  | +5  |
| 4      | Bolivia        | 7   | 5  | 2  | 1  | 2  | 7  | 5  | -2  |
| 5      | Brasil         | 6   | 3  | 2  | 0  | 1  | 7  | 4  | +3  |
| 6      | Colombia       | 4   | 3  | 1  | 1  | 1  | 1  | 1  | 0   |
| 7      | Estados Unidos | 3   | 3  | 1  | 0  | 2  | 4  | 7  | -3  |
| 8      | Honduras       | 3   | 3  | 1  | 0  | 2  | 4  | 7  | -3  |
| 9      | Argentina      | 2   | 3  | 0  | 2  | 1  | 1  | 3  | -2  |
| 10     | Costa Rica     | 1   | 3  | 0  | 1  | 2  | 2  | 6  | -3  |
| 11     | Haití          | 1   | 3  | 0  | 1  | 2  | 1  | 6  | -5  |
| 12     | Venezuela      | 0   | 3  | 0  | 0  | 3  | 1  | 6  | -5  |

## Resultados
| Evento                     | Oro     | Plata   | Bronce |
| -------------------------- | ------- | ------- | ------ |
| Torneo masculino de fútbol | Ecuador | Jamaica | México |

### Goleadores
| Jugador         | Selección | Goles |
| --------------- | --------- | ----- |
| Kemmar Daley    | Jamaica   | 4     |
| Enrique Esqueda | México    | 4     |